# Kwame Brathwaite
Kwame Brathwaite (Brooklyn. Nueva York, 1 de enero de 1938 - 1 de abril de 2023) fue un fotoperiodista y activista estadounidense conocido por popularizar la frase "Lo negro es bello" y documentar la vida y la cultura de Harlem y de África.

## Vida y obra
Kwame Brathwaite nació el 1 de enero de 1938, y se crio en Nueva York, de padres inmigrantes de Barbados, que vivieron los desarrollos culturales, políticos y sociales de Harlem, África y la diáspora africana. Cuando era niño, a principios de la década de 1950, se matriculó en la ahora Escuela Superior de Arte y Diseño).
Con su hermano mayor Elombe Brath, Brathwaite fundó la Sociedad de estudios de arte jazz africano en 1956 y Grandassa Models en 1962.
Brathwaite murió el 1 de abril de 2023, a la edad de 85 años

### ConcursosNaturally
El 28 de enero de 1962, con su hermano Elombe Brath, Brathwaite organizó el concurso Naturally '62, el primero de una serie de concursos en los que solo participaron modelos negros. El concurso de 1962 se tituló El peinado africano original y la extravagancia de la moda diseñada para restaurar nuestro orgullo y estándares raciales. Celebrado en Harlem Purple Manor, un club nocturno en East 125th Street, ayudó a popularizar la frase " Lo negro es bellol " que estaba impresa en el cartel del concurso. Los concursos de Naturally duraron cinco años, y el último se celebró en 1966.
En la década de 1960, su trabajo también apareció en New York Amsterdam News, The City Sun y The Daily Challenge . Fotografió conciertos de Stevie Wonder, Bob Marley, James Brown, y Muhammad Ali .

## Exposiciones
- Lo negro es bello: La Fotografía de Kwame Brathwaite, organizado por Aperture Foundation (2019)[15]
- Iconos de estilo: un siglo de fotografía de moda, Museo de Bellas Artes, Houston (2019)[16]
- Herramientas de revolución: fotografía de moda y activismo, Houston Center for Photography (2020)[17]
- La lucha continúa, la victoria es segura, Galería Philip Martin (2020)[18]
- Mirando hacia adelante: Retratos fotográficos de la colección, Museo de Arte de Santa Bárbara (2021)[19]
- Tiempos cambiantes, Galería Philip Martin (2021)[20]
- Mi aldea/Nueva York, Galería Philip Martin (2022)[21]